# Meladema lanio
Meladema lanio é uma espécie de escaravelho da família Dytiscidae.
É endémica da Madeira.